# Silvan Inia
Silvan Inia (Hoorn, 24 oktober 1969) is een Nederlands voormalig voetballer die speelde voor diverse Nederlandse clubs, waaronder AZ, FC Volendam, Sparta Rotterdam, FC Emmen en Stormvogels Telstar.

## Leven en carrière
Inia speelde er als middenvelder. Hij maakte op 21 september 1991 zijn debuut in het betaalde voetbal, toen hij in de competitiewedstrijd sc Heerenveen-AZ (5-4) na 59 minuten inviel voor Hans Bakker. Inmiddels is hij projectmanager bij de stand- en interieurbouw en woont hij in Wognum. In 2009 was hij (officieus) trainer en speler bij amateurclub SV Spartanen. Inia is getrouwd met een vrouw en heeft drie kinderen (volgens informatie uit 2009).

## Clubstatistieken
| Seizoen | Club                | Land      | Competitie     | Duels | Goals |
| ------- | ------------------- | --------- | -------------- | ----- | ----- |
| 1991/92 | AZ                  | Nederland | Eerste divisie | 22    | 1     |
| 1992/93 | AZ                  | Nederland | Eerste divisie | 30    | 6     |
| 1993/94 | AZ                  | Nederland | Eerste divisie | 32    | 0     |
| 1994/95 | AZ                  | Nederland | Eerste divisie | 17    | 3     |
| 1995/96 | AZ                  | Nederland | Eerste divisie | 23    | 2     |
| 1996/97 | AZ                  | Nederland | Eredivisie     | 23    | 1     |
| 1997/98 | FC Volendam         | Nederland | Eredivisie     | 23    | 1     |
| 1998/99 | FC Volendam         | Nederland | Eerste divisie | 31    | 15    |
| 1999/00 | Sparta Rotterdam    | Nederland | Eredivisie     | 29    | 5     |
| 2000/01 | Sparta Rotterdam    | Nederland | Eredivisie     | 24    | 2     |
| 2001/02 | Sparta Rotterdam    | Nederland | Eredivisie     | 11    | 0     |
| 2001/02 | Stormvogels Telstar | Nederland | Eerste divisie | 12    | 0     |
| 2002/03 | Stormvogels Telstar | Nederland | Eerste divisie | 25    | 0     |
| 2003/04 | Stormvogels Telstar | Nederland | Eerste divisie | 17    | 1     |
| Totaal  | Totaal              | Totaal    | Totaal         | 319   | 37    |